# Gianni Serra
Gianni Serra (Montichiari, 14 dicembre 1933 – Roma, 3 settembre 2020) è stato un regista e sceneggiatore italiano.

## Biografia
Gianni Serra studia filosofia alla Governativa di Milano e durante alcuni anni si dedica alla pittura, esercitandosi nello studio di suo cugino, il pittore Ernesto Treccani, insieme a due altri giovani allievi, Ruggero Savinio e Lorenzo Tornabuoni. Insieme vanno a Parigi dove Gianni Serra si avvicina al cinema, su sollecitazione del pittore Friedensreich Hundertwasser e di Georges Franju,  regista, giornalista, animatore di cineclub e cofondatore della Cinémathèque Française. Hundertwasser, agli inizi della sua carriera artistica, voleva che Serra filmasse dal cielo la terra, per raccogliere immagini simili a quelle da lui dipinte. Georges Franju a sua volta lo spinse a realizzare dei film.
Nemmeno trentenne, negli anni '50 Gianni Serra inizia a collaborare con la Rai, a Milano, occupandosi di regie di programmi di vario tipo, tra i quali La fiera dei sogni di Mike Bongiorno, Campanile sera e La Domenica Sportiva Archiviato il 4 marzo 2014 in Archive.is. con Enzo Tortora. Parallelamente o subito dopo inizia a collaborare con RT Rotocalco Televisivo di Enzo Biagi e TV7, realizzando numerose inchieste, come I ragazzi di Arese, ispirato da un reportage di Anna Maria Ortese, per l'ultimo numero di RT del 1968.
Nel 1979 diresse La ragazza di via Millelire, un duro ritratto di una ragazza tredicenne della periferia torinese che si prostituisce e si droga; il film, presentato al Festival di Venezia, suscitò forti polemiche per la cruda realtà rappresentata e la presenza di numerose bestemmie.
Il suo lungometraggio Una lepre con la faccia di bambina (1988), tratto dall'omonimo romanzo di Laura Conti sul disastro di Seveso, fu trasmesso come miniserie televisiva sulla Rai, e fu oggetto di un'interrogazione parlamentare di Roberto Formigoni perché avrebbe diffamato la comunità di Seveso.
Gianni Serra viveva a Roma con la moglie Gioia Benelli; è morto il 3 settembre 2020.

## Filmografia

### Televisione
- I ragazzi di Arese (servizio di RT Rotocalco Televisivo, 1968)
- Storie italiane – serie TV, episodio Un caso apparentemente facile (1968)
- Teatro inchiesta, episodio Il processo Cuocolo – film TV (1969)
- Il nero muove – miniserie TV (1977)
- Che fare? – miniserie TV (1979)
- Progetto Atlantide – miniserie TV (1982)
- Un cappello pieno di pioggia (1984)
- Una lepre con la faccia di bambina – miniserie TV (1988)

### Cinema
- Il processo Cuocolo (1969)
- La rete (1970)
- Progetto Norimberga (1971)
- Dedicato a un medico (1973)
- Uno dei tre (1973)
- Diario di un no (inchiesta cinematografica prodotta dal PCI in occasione del referendum sul divorzio, 1974)
- Fortezze vuote (1975)
- La ragazza di via Millelire (1980)

### Teatro per la televisione
- Un cappello pieno di pioggia (1984)
- Specchio palese (1985)
- Casa di bambola (1986)
- La signora Morli, una e due (1991)
- La donna del mare (1993)

## Teatro

### Regista
- Cassio governa a Cipro (1974) di Giorgio Manganelli da Othello di William Shakespeare

## Riconoscimenti
- Un caso apparentemente facile è dal 1969 nel patrimonio Langlois della Cinémathèque Française.
- La rete è dal 1970 nel patrimonio Langlois della Cinémathèque Française.
- Che fare? ha vinto il Premio Chianciano 1980 per la regia e il Premio Flaiano 1980 per la sceneggiatura.[10]
- La ragazza di via Millelire ha vinto il Gran Premio della Giuria e il Gran Premio del Pubblico al Festival Internazionale "Jeune Cinema" di Hyères, 1981, ed è stato presentato in concorso al Festival Cinematografico di Venezia nel 1980[11]
- Un cappello pieno di pioggia ha vinto nel 1985 il Premio Naxos per la regia

^ p. d’a., L’inferno droga in quel cappello, su la Repubblica, 19 dicembre 1984.
- Una lepre con la faccia di bambina nel 1989 ha vinto il Premio Targa d'oro al Festival Internazionale sull'Ambiente di Calcata e il Gran Premio al Festival Internacional de Cine Ecologico y de la Naturaleza de Canarias di Puerto de la Cruz.